# Christian Lutz Schoenberger
Vorlage:Infobox person
Christian Lutz Schoenberger (* in Völklingen, Saarland), auch bekannt als CLS, ist ein deutscher Unternehmer, Marketingberater und Business-Influencer. Er wurde als Gründer des Online-Shops Stardrinx.de bekannt, ist im Boxsport als Förderer und Promoter aktiv und wird in den Medien häufig in Zusammenhang mit Frank Thelen und Skandalen im Online-Handel genannt.

## Leben
Christian Lutz Schoenberger wuchs im Saarland auf und zog später nach Ostbelgien und Hamburg.
Mit 17 Jahren erlitt er gesundheitliche Probleme, die sein Leben veränderten, und wandte sich früh dem Unternehmertum im Internet zu. Seine ersten größeren Projekte waren Dating-Portale und Online-Casinos, die digitale Währungen nutzten. 
2009 gründete er den Online-Shop Stardrinx.de, nachdem er eine schlecht laufende Cocktailbar aufgab und große Restbestände an Spirituosen online vermarktete. Mit diesem Online Shop viel ehr mehrfach negativ auf. War zum beispiel bei Akte 2012.

## Stardrinx und Konflikt mit Groupon
Mit Stardrinx entwickelte Schoenberger einen der bekanntesten Online-Shops für Champagner und Spirituosen in Deutschland. 2012 geriet er in die Schlagzeilen, als er über das Gutscheinportal Groupon Champagner zu stark reduzierten Preisen anbot. Tausende Kunden bestellten – viele erhielten jedoch keine Lieferung. Medien wie die Wirtschaftswoche und FOCUS Online dokumentierten einen massiven Streit zwischen Schoenberger und Groupon. 
Schoenberger warf Groupon vor, Zahlungen in Höhe eines „größeren Einfamilienhauses“ zurückzuhalten, während Groupon erklärte, man sei „erheblich in Vorleistung gegangen“. Beide Seiten beschuldigten sich gegenseitig, rund eine halbe Million Euro zu schulden.
FOCUS berichtete zudem, dass mindestens 46 Kunden Strafanzeige stellten, 25 Fälle an die Staatsanwaltschaft weitergeleitet wurden und die Staatsanwaltschaft Hamburg Anklage wegen gewerbsmäßigen Betrugs erhob. Ein von Schoenberger beauftragtes Gutachten sollte seine Position stützen, wurde aber in der Presse wegen sprachlicher Unklarheit und fachlicher Zweifel kritisiert.

## Medienberichte und Justizskandal
2024 berichtete Newsflash24 über einen „Justizskandal“ im Umfeld Schoenbergers und bezeichnete ihn als „Champagner-König“. Thematisiert wurden langwierige juristische Auseinandersetzungen und sein Einfluss auf den Onlinehandel.  
Sein Vermögen wurde von der Zeitung Merkur auf rund 12 Millionen Euro geschätzt.  
Er wird zudem immer wieder in Zusammenhang mit der Wirtschaftswoche erwähnt, für die er über Jahre als Hintergrundberater für Themen aus E-Commerce und Marketing tätig gewesen sein soll.

## Engagement im Boxsport und Sportpromotion
Schoenberger trat auch im Profiboxen als Promoter und Berater hervor. Die BILD bezeichnete ihn 2021 als einen der neuen Player im Boxmarkt:  
> „Hinter dem zweiten neuen Projekt steckt der Hamburger Internet-Unternehmer Christian Lutz Schoenberger. ‚Ich gehe einen anderen Weg, will die Sportler aus dem Amateur-Bereich von Grund auf aufbauen‘, sagt der Marketing-Fachmann. … Schoenberger plant 2022 vier große und weitere kleinere Veranstaltungen – mit einem TV-Partner. Zudem hat er gerade den YouTube-Kanal ‚BoxingTrailer‘ übernommen.“
Ebenfalls berichtete die BILD, dass Schoenberger als Marketingberater für den Universum-Boxprofi Senad Gashi tätig war und Universum als „modernstes deutsches Boxprodukt“ bezeichnete.
Damit tritt Schoenberger im Sport als:
- Innovator im Boxmarketing mit Fokus auf digitale Medien,
- Förderer von Talenten aus dem Amateurbereich,
- Brückenbauer zwischen Boxsport, Social Media und Sponsoren auf.

## Weitere Aktivitäten
Schoenberger wird auch mit dem Fall rund um das Krypto-MLM-System MarketPeak in Verbindung gebracht. Nach Medienberichten lieferte er Hinweise und Recherchen, die zur Aufklärung beitrugen.
Auf LinkedIn verfügt er über mehrere hundert positive Bewertungen und Reichweite als Business-Influencer, wo er sich zu den Themen Marketing, Unternehmertum und Digitalisierung positioniert.
Er lebt in einer Partnerschaft mit der belgischen Politikerin Jolyn Huppertz.